# 매트리스

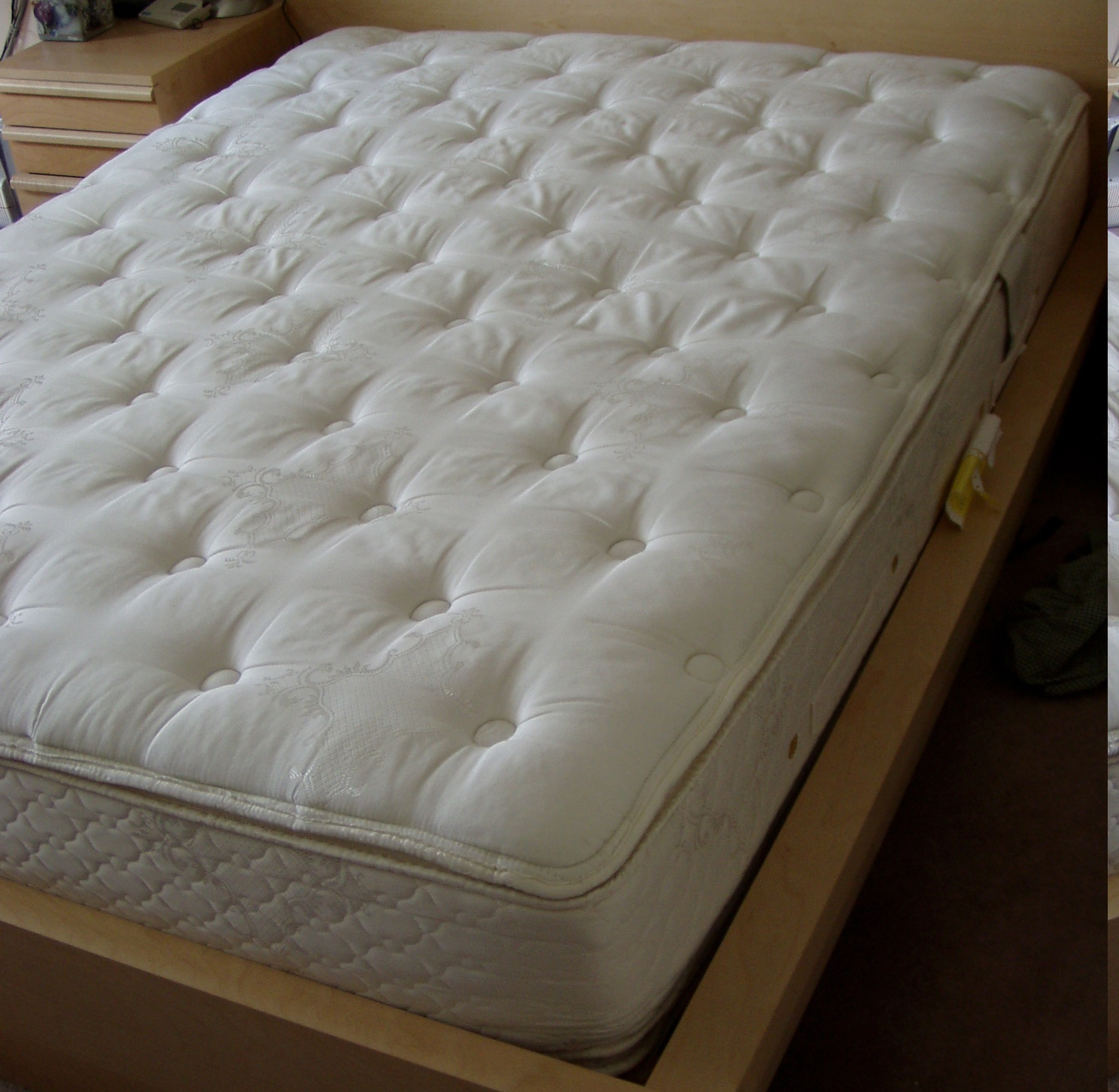
매트리스

매트리스(영어: mattress)는 담요의 일종인 침구이다. 보통 직사각형 모양으로 되어 있으며, 내용물은 용수철이나 솜, 스펀지 등으로 되어 있다.

## 역사
매트리스라는 낱말은 매트나 쿠션을 뜻하는 아랍어 낱말  مَطْرَحٌ (maṭraḥ)에서 비롯되었다. 십자군 기간 중에 유럽인들은 바닥 위의 쿠션에 아랍 방식의 수면을 채택하였으며 materas라는 낱말은 마침내 로망스어군을 통해 중세 영어로 전해졌다. 가장 오래된 것으로 알려진 매트리스는 약 77,000년 전으로 거슬러 올라간다.

## 같이 보기
- 이불
- 에어 매트리스(영어판)
- 슬리핑 패드(영어판)